# Spanish Lookout
Spanish Lookout är en ort i Belize. Den ligger i distriktet Cayo, i den centrala delen av landet, 23 km väster om huvudstaden Belmopan. Spanish Lookout ligger 54 meter över havet och antalet invånare är 2 253.
Terrängen runt Spanish Lookout är huvudsakligen platt. Spanish Lookout ligger nere i en dal. Närmaste större samhälle är San Ignacio, 12,5 km sydväst om Spanish Lookout.
I omgivningarna runt Spanish Lookout växer i huvudsak städsegrön lövskog. Runt Spanish Lookout är det glesbefolkat, med 10 invånare per kvadratkilometer.